# Acer griseum
Acer griseum é uma espécie de árvore do gênero Acer, pertencente à família Aceraceae.